# Lyttelton
Lyttelton (maori: Te whaka raupo) er en vigtig havneby med ca. 3.000 indbyggere i den nordlige del af bugten med det samme navn på Sydøen, New Zealand. Byen ligger på halvøen Banks Peninsula ca. 12 kilometer syd for Christchurch.
For omkring 500.000 år siden var området hvor det nuværende Lyttelton befinder sig en aktiv vulkan. Siden den tid har den været udslugt; for ca. 15.000 år siden trængte havvandet ind i krateret på grund af stigende havniveau. Og af denne grund opstod den nuværende bugt Lyttelton Harbour, der 18 km mod nord udstrækker sig i sydvestlig retning mod bugten Pegasus Bay. Byen er i øst omgivet af vand og i vest af den 500 meter høje bjergkæde Port Hills, der adskiller byen fra Christchurch. I den sydvestlige del af bugten ligger den ubeboede ø, Quail Island. Ved siden af selve byen består byområdet af mindre bebyggelser, som f.eks Governors Bay og Diamond Harbour.

## Historie
Området var allerede for 1000 år siden beboet af Maorierne. De kaldte stedet Te whaka raupo, som nogenlunde betyder „stråtagets havn“. Området blev af europæerne opdaget den 16. februar 1770 af besætningen på det engelske sejlskib Endeavour, der var under kommando af James Cook. 1849 blev det fornyelige grundlagte Lyttelton erklæret for at være en havneby. Da det i 1848 grundlagte Canterbury Association, der med støtte fra den engelske kirke Church of England ville indrette en koloni på Sydøen, valgte de på grund af den beskyttede havn byen til deres landingssted. Den 12. september 1867 blev New Zealands første jernbanetunnel åbnet, der forbandt byen med Christchurch.
Mens stedet var regionens eneste bebyggelse, blev den for det meste kaldt Port Cooper eller Port Victoria, indtil byen blev opkaldt efter en af Canterbury Associations personligheder, George Lyttelton.
Lyttelton var udgangspunkt for to engelske Antarktiske ekspeditioner: Fra 1907 til 1909 for Discovery-ekspedition ledet af Robert Falcon Scott og fra 1907 til 1909 for Nimrod-ekspeditionen under ledelse af Ernest Shackleton.
Den 22. Februar 2011 lå epicentret for jordskælvet i Christchurch i nærheden af Lyttelton. Der opstod store ødelæggelser i byen, hvor der kom til sen og jordskred fra de kystnære klipper, som ødelagde mange huse og blokerede byens gader.

## Seværdigheder
Lyttelton har ikke kun landets ældste jernbanetunnel, men også den længste, der siden 1964 afløste bjergvejen over Port Hills til Christchurch.
Foruden havnen har byen regionens ældste kirke Holy Trinity Church, indviet i 1862, som blev bygget af stenblokke fra den nærliggende ø Quail Island.